# Судова система
Судова́ систе́ма — сукупність судових органів певної держави, організована національним правом з урахуванням територіальності та, як правило, спеціалізації. Судова система в особі її посадових осіб (суддів) — єдиний і повноважний носій судової влади.
Судова система — частина державного апарату, але повинна володіти високим ступенем незалежності від інших державних органів. Вона виступає арбітром у спорах про право і основним важелем системи стримувань і противаг у державній владі.
Побудова судової системи (тобто судоустрій) у різних країнах залежить від конкретних умов історичного розвитку судочинства, розміру самої країни, особливостей правової системи. Проте, завжди і всюди основна задача судової системи — безпосереднє здійснення правосуддя.
Судові системи розвинених країн часто передбачають розподіл судів на загальні та спеціалізовані — в залежності від характеру справ та особи обвинуваченого. Також, нормальним вважається наявність хоча б трьох інстанцій для перегляду справ і забезпечення ефективного оскарження рішень. Очолює систему головний суд країни — як правило, Верховний суд.
Подекуди (Росія, США) існують військові суди (трибунали), до компетенції яких уходять справи про правопорушення, вчинені військовослужбовцями.
Поряд з судами, до судової системи можуть входити органи матеріально-технічного, фінансового забезпечення судочинства, кваліфікаційно-дисциплінарні органи. Питання про об'єм взаємозв'язку судів з прокуратурою у різних країнах вирішується по-різному.
Порівняння різних судових систем є предметом вивчення відповідного розділу науки компаративістики.